# Thanatopsyche canescens
Thanatopsyche canescens är en fjärilsart som beskrevs av Butler 1882. Thanatopsyche canescens ingår i släktet Thanatopsyche och familjen säckspinnare. Inga underarter finns listade i Catalogue of Life.